# 噪音搖滾
噪音搖滾（Noise rock）（也有做Noise punk，譯作噪音龐克）) ，被認為是後龐克的一個風格，並成為1980年代的音樂先鋒。噪音搖滾使用傳統樂器與搖滾樂的方式詮釋，但同時加入無調音樂，尤其是不和諧音，屏棄了一般的寫歌寫歌習慣。

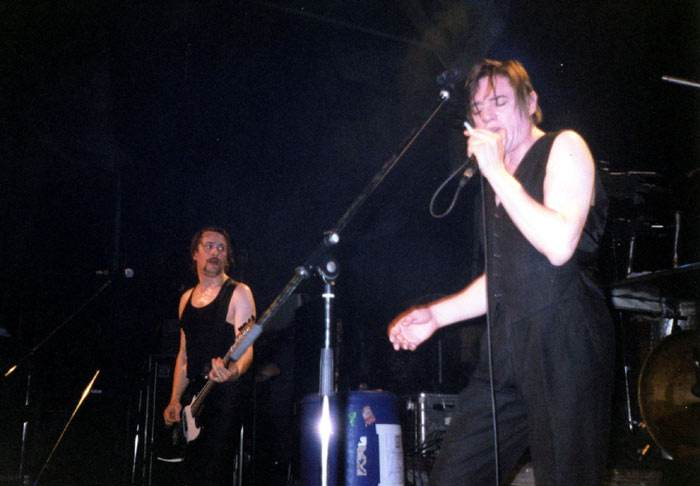
Einstürzende Neubauten

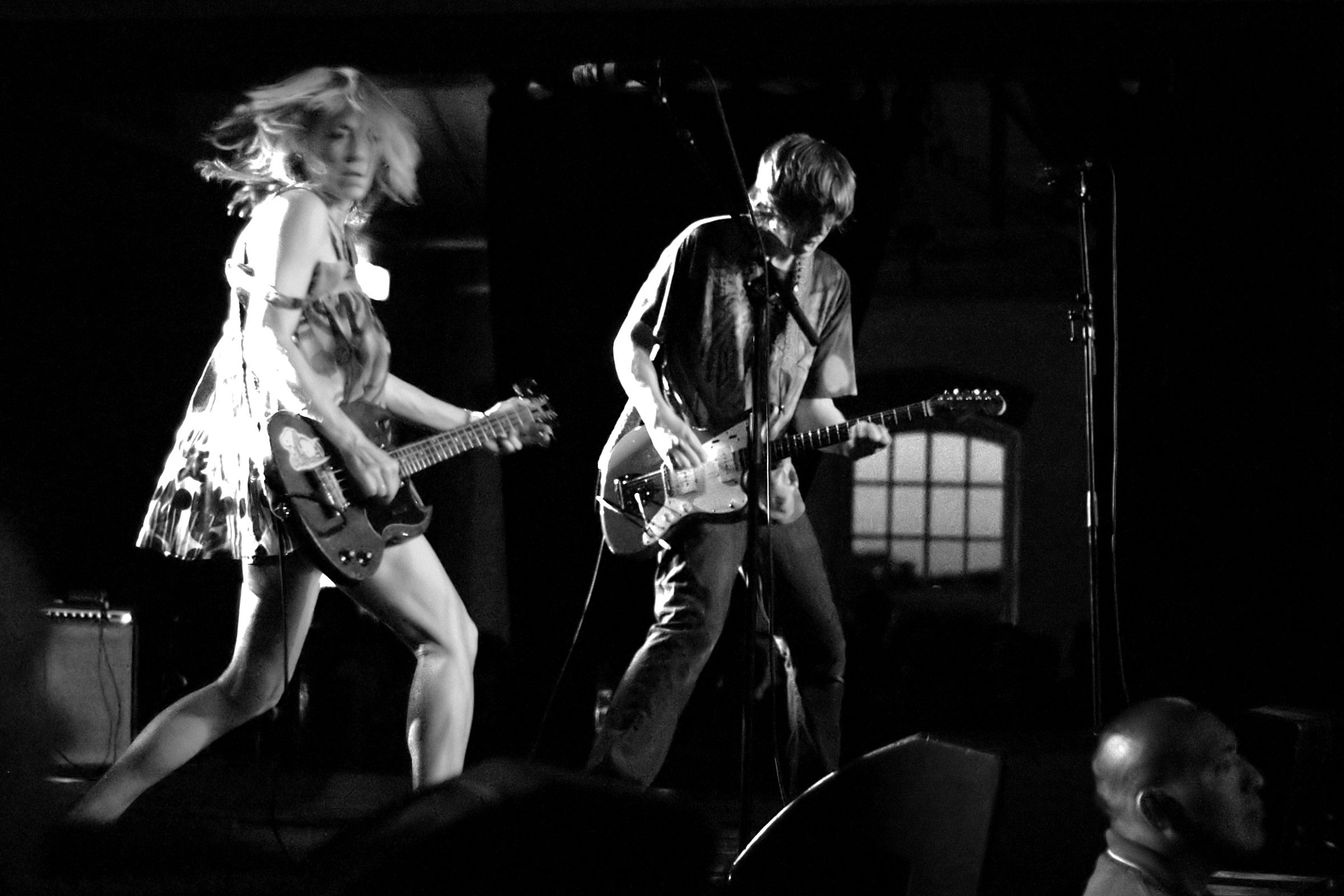
Sonic Youth

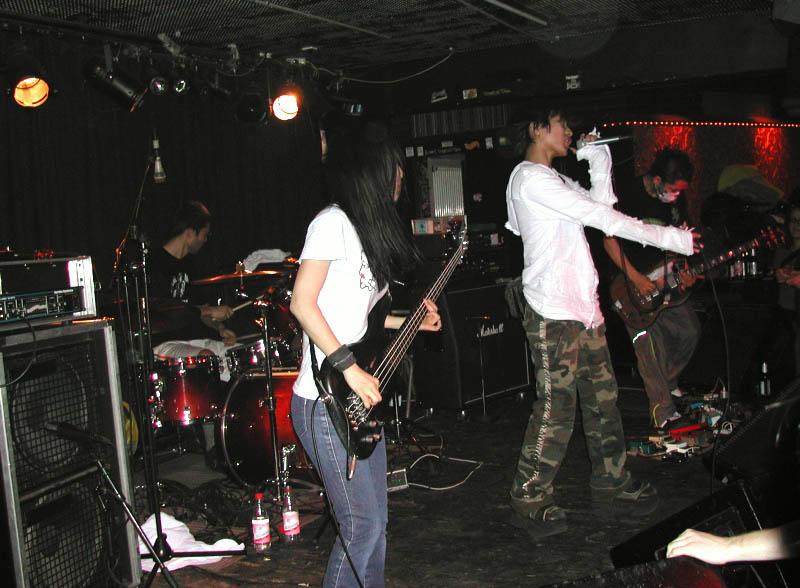
Melt Banana

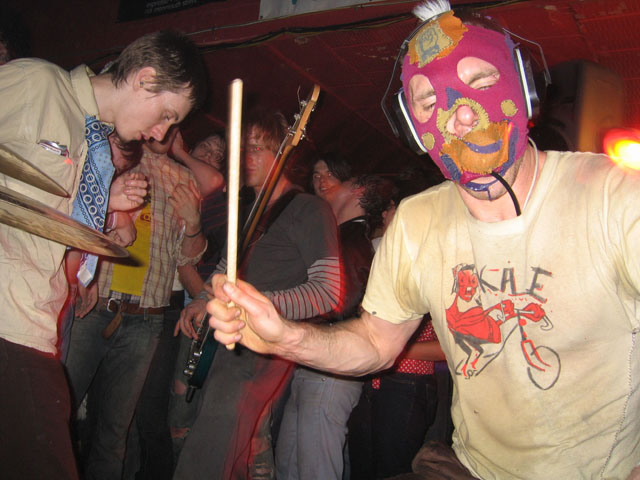
Lightning Bolt

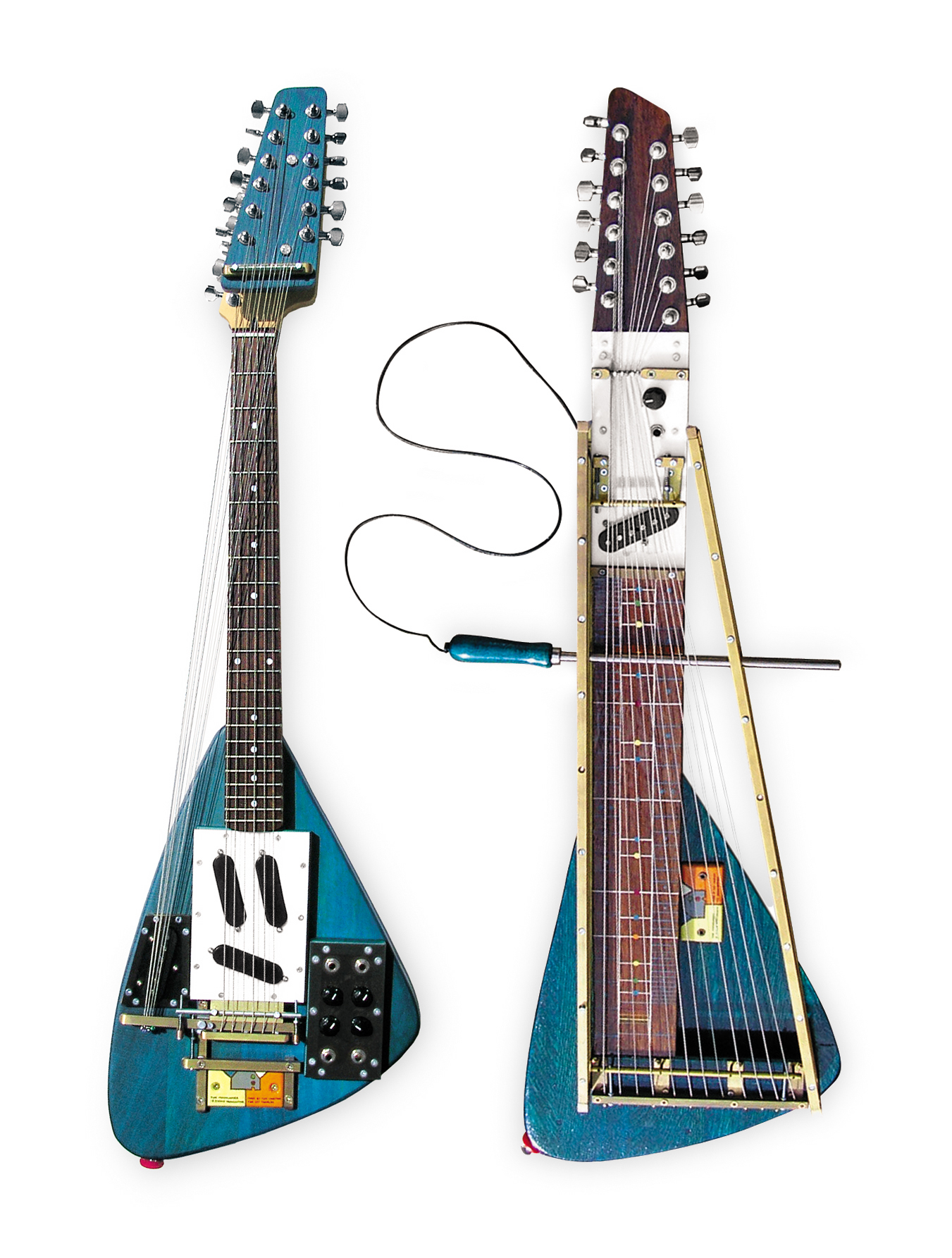
Moonlander & Moodswinger, Yuri Landman

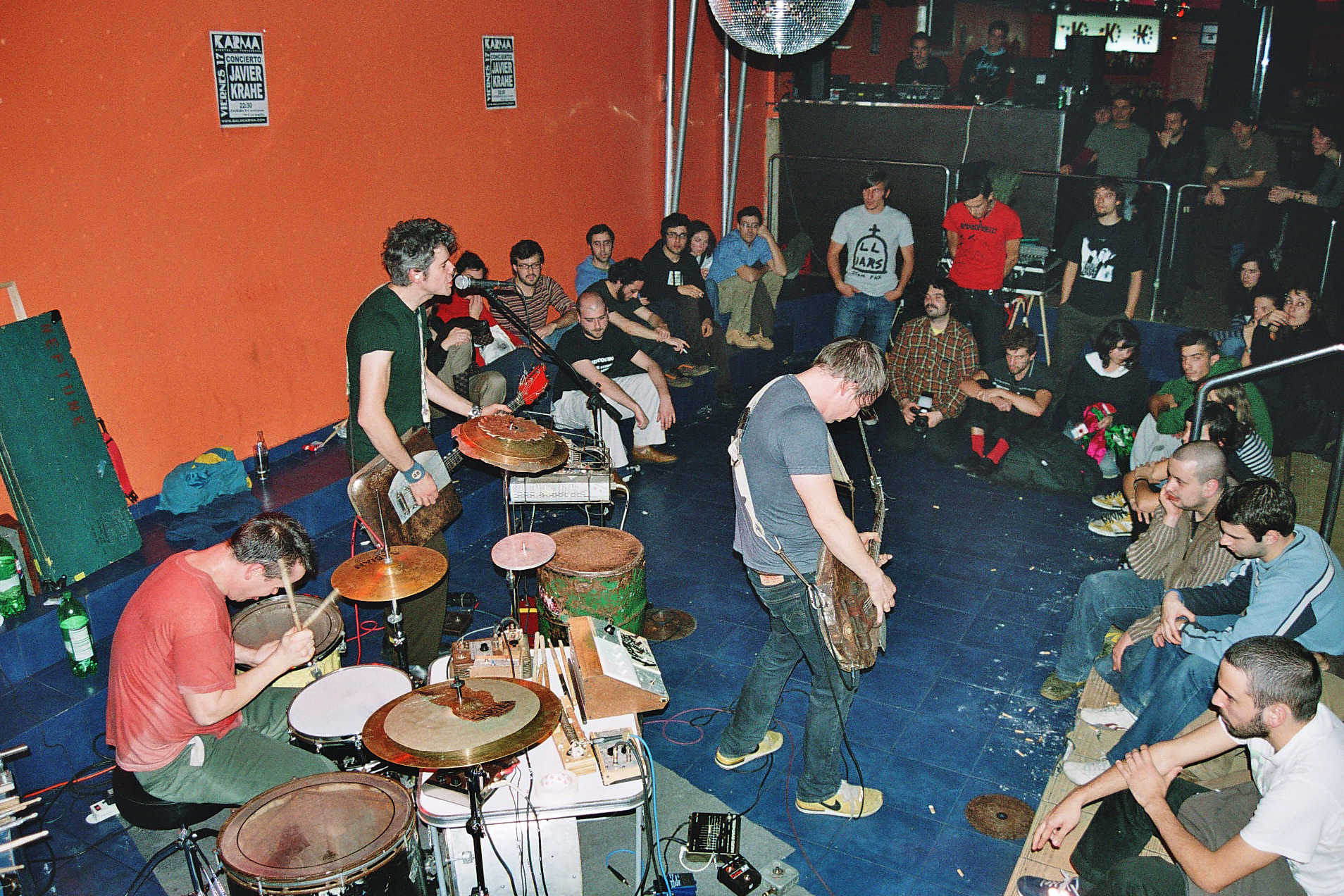
Neptune